# Hades
Trong thần thoại Hy Lạp, Hades (tiếng Hy Lạp: Άδης), hay còn gọi là Aides, là vị thần cai quản địa ngục. Tương đương với Hades là thần Pluto trong thần thoại La Mã. Aita là tên gọi của một vị thần khác có địa vị tương tự như Hades trong tôn giáo của người Etruscan. Biểu tượng gắn liền với Hades là Mũ Tàng Hình và con chó ngao ba đầu Cerberus.
Thần Hades là con trưởng của Cronus và Rhea, và là anh của Zeus và Poseidon. Hades cùng với anh em mình đánh bại các Titan và từ đó chia quyền cai quản thế giới: Zeus nhận lấy bầu trời, Poseidon ở đại dương, Hades cai quản địa phủ, và mặt đất nằm trong quyền lực của cả ba người. Vì Hades là thần cai quản địa ngục, nhiều người vẫn nhầm Hades là thần chết.

## Hades địa ngục
Trong thần thoại Hy Lạp xưa, địa ngục là nơi ảm đạm, tối tăm, nơi linh hồn người chết tìm đến. Triết học Hy Lạp sau này thêm vào ý tưởng rằng linh hồn người chết sẽ bị phán xét ở địa phủ, tùy theo công tội mà thưởng phạt. Rất ít người phàm trần, trong số đó có Heracles, Aenas và Psyche, có thể đến đặt chân đến địa phủ mà có thể quay về.
Địa phủ được chia thành 3 vùng: vườn địa đàng Elysian (Elysium) dành cho linh hồn người tốt và anh hùng, vườn Asphodel dành cho người thường, và địa ngục Tartarus là nơi giam giữ, và trừng phạt những linh hồn tội lỗi, độc ác và phản trắc. Sự phân chia này thực ra không nhất quán trong thần thoại. Có một số truyền thuyết lại kể về vườn Hesperides, nơi dừng chân của các anh hùng.
Trên đường đến địa phủ, người chết phải dùng một đồng tiền (mà thân nhân đặt vào miệng họ) để nhờ người lái đò Charon giúp vượt sông Acheron. Trong tác phẩm Aenid, Virgil kể về linh hồn của những kẻ ăn mày và những kẻ cô độc, vì không được chôn cất tử tế, phải dạt lại bên bờ sông, không có tiền để đi đò sang sông. Bờ bên kia sông được canh giữ bởi con chó ngao ba đầu Cerberus. Vượt qua Cerberus, linh hồn người chết tiến vào địa phủ để được phán xét.
Có năm dòng sông chảy qua địa phủ, mỗi dòng đều mang ý nghĩa tượng trưng riêng: Acheron (đau khổ, bất hạnh), Cocytus (than khóc), Phlegeton (lửa), Lethe (quên lãng), Styx (căm ghét). Trong số này, Styx, chia cắt ranh giới giữa dương gian và địa ngục, đóng vai trò đặc biệt quan trọng trong thần thoại Hy Lạp, đến mức có thể ràng buộc lời thề của thần linh: Zeus thề rằng sẽ ban cho Semele bất cứ thứ gì nàng yêu cầu, và buộc phải thực hiện đúng lời thề, dẫn đến cái chết của Semele. Lời thề tương tự của thần mặt trời Helios đối với con trai mình, Phaeton cũng dẫn đến cái chết của anh ta. Trong một huyền thoại khác, tiên nữ Thetis, mẹ của Achilles, đã cầm gót chân đứa con sơ sinh của mình, nhúng cả thân người đứa bé xuống nước sông Styx, giúp Achiles trở nên bất khả xâm phạm ở mọi nơi trên cơ thể, chỉ trừ gót chân.

## Hades - thần cai quản địa ngục
Trong thần thoại Hy Lạp, Hades (vị thần vô hình), chủ nhân của địa ngục, là con trai trưởng của Titan Cronus và Rhea. Vì lo sợ bị lật đổ, Cronus đã nuốt sống tất cả những đứa con của mình vào bụng khi họ mới được sinh ra. Duy chỉ có Zeus, đứa con cuối cùng, may mắn thoát khỏi số phận đó, và khi trưởng thành, đã thành công trong việc giải thoát những người anh chị của mình, và cùng họ lật đổ Cronus và kết thúc sự thống trị của các Titan. Trong cuộc chiến đó, 3 Cyclop con trai của Uranus được các vị thần giải thoát khỏi Tartarus đã dâng cho Zeus lưỡi tầm sét, cho Poseidon lưỡi giáo ba chĩa, và cho Hades mũ tàng hình (tuy nhiên có tài liệu lại cho rằng các Cyclop đã dâng cho Hades một cây trượng 2 đầu, còn chiếc mũ tàng hình thì do sau này khi con quái vật Typhon gây chiến tranh với các vị thần Olympus nó đã phun chất độc vào mặt Hades khiến ông trở nên xấu xí và đáng sợ do đó mà ông đã tự rèn ra chiếc mũ tàng hình để tránh mọi người nhìn thấy mình). Đêm trước trận đánh, Hades đội mũ tàng hình, xâm nhập vào căn cứ của các Titan, và phá hủy hết tất cả vũ khí của họ. Sau chiến thắng, Hades cùng với 2 em gái của mình là Demeter, Hera và 2 em trai cùng một người chị gái là Zeus, Poseidon và Hestia trở thành 6 vị thần đầu tiên thống trị trên đỉnh Olympus. Hades, Poseidon và Zeus rút thăm để phân chia lãnh địa cai quản: Zeus giữ lấy bầu trời, Poseidon nhận lấy biển khơi, và Hades cai quản địa phủ, nơi linh hồn người chết tìm đến, và tất cả lãnh địa bên dưới mặt đất. Trở thành một trong ba vị thần tối cao của Hy Lạp.
Vì là thần cai quản địa phủ, nơi phán xét linh hồn người chết, Hades thường bị nhầm lẫn với thần chết, nhưng Thanatos mới đúng là thần chết trong thần thoại Hy Lạp. Mặc dù quan niệm đương đại vẫn gắn liền cái chết với sự xấu xa, độc ác, Hades trong thần thoại lại là người có khuynh hướng nhân hậu. Ông thường được miêu tả rất tự tại, điềm tĩnh, chứ không độc ác. Là người đứng giữa sự sống và cái chết, Hades thực chất là vị thần gìn giữ sự cân bằng của tạo hóa, ngoài ra Hades còn là vị thần bảo hộ cho sự liêm chính, chính trực và công bình.
Hades cai quản tất cả linh hồn trong địa hạt của mình thông qua những phụ tá dưới quyền ông. Ông tuyệt đối ngăn cấm và sẽ nổi giận nếu bất cứ ai dưới quyền mình rời khỏi địa phủ hoặc trộm lấy linh hồn từ địa phủ. Cơn thịnh nộ của Hades và những hình phạt mà nó mang đến là cái giá rất đắt phải trả cho những kẻ trốn tránh cái chết hoặc chọc giận ông, như đối với Sisyphus và Pirithous.

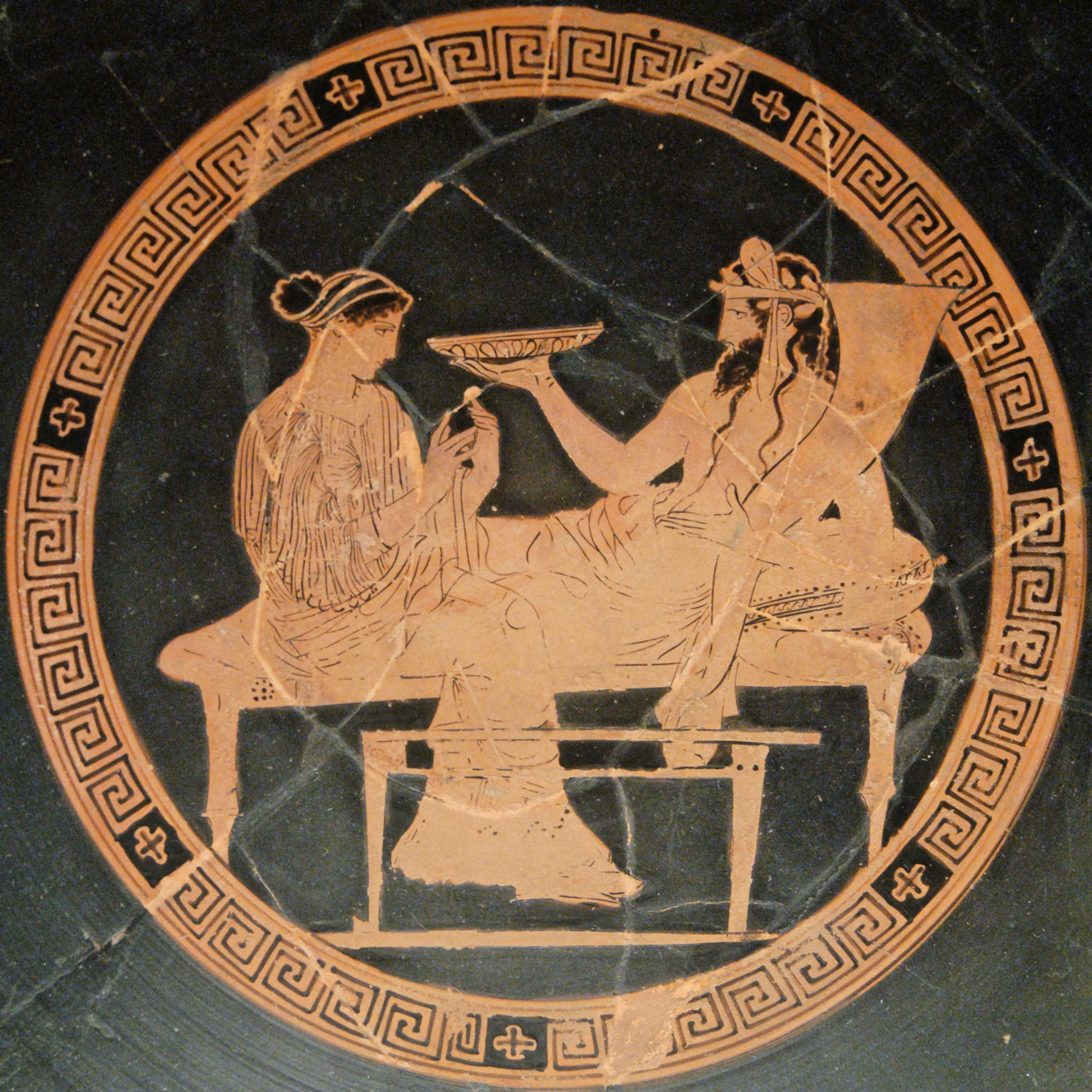
Hades và vợ, Persephone

## Hades và chuyện tình với Persephone
Hades vì quá buồn chán vì phải sống cùng những linh hồn người chết, ông xin phép Zeus hãy ban cho ông một cô vợ để bầu bạn. Zeus đồng ý, tuy nhiên người vợ mà Hades yêu cầu lại chính là nữ thần Persephone, con gái của Zeus và nữ thần mùa màng Demeter. Persephone rất xinh đẹp, cô đi đến đâu thì hoa cỏ mọc lên rực rỡ đến đấy, khiến chúa tể địa ngục phải lòng thương nhớ.
Zeus muốn gả con gái mình cho Hades nhưng e ngại vì Demeter không đồng ý. Đã vậy, Persephone còn định làm trinh nữ suốt đời như Artemis, cô chẳng màng chuyện chồng con, suốt ngày lang thang hái hoa bắt bướm. Persephone đâu biết rằng những ngày ngây thơ của cô sắp hết.

Một hôm nọ, khi Persephone đang hái hoa cùng những tiên nữ hầu cận thì cô thấy một bông hoa thủy tiên tuyệt đẹp, cô đâu biết rằng đó chính là bông hoa do Hades phù phép mà thành. Persephone vừa chạm vào cánh hoa, lập tức mặt đất nứt ra thành một khe vực, từ bên dưới Hades hùng hổ đánh xe ngựa lao đến bắt Persephone về địa phủ để cưỡng bức trước sự hoảng hốt của chư tiên chư thần. Demeter đi tìm con trong hoảng loạn, thần Zeus ở trên cao nhìn xuống nên đã thấy tất cả, ông liền thuật lại với Demeter những gì đã diễn ra. Zeus khuyên Demeter rằng:
Hades, kẻ trên vạn người, sẽ là một người chồng xứng đáng với con gái bà trong số những vị thần bất tử. Ông ta chẳng những là anh trai của bà mà còn là một trong 3 kẻ quyền lực đã chia ba thiên hạ, và là chúa tể được tôn sùng ở nơi địa phủ.
Mặc dù vậy, nữ thần nông nghiệp vì nhớ con và thất vọng chuyện Zeus thông đồng với Hades nên đã vứt bỏ sứ mệnh chăm nom mùa màng, ngày đêm chỉ than khóc, khiến cho mọi loài cây trái hoa cỏ trên mặt đất phải héo úa, các loài động vật lẫn con người đều đứng trên bờ vực tuyệt diệt. Lúc này, Zeus mới thấy hậu quả khôn lường từ quyết định của mình, ông liền khuyên Hades trả lại Persephone để cứu lấy thế giới này, sau đó sai Hermes - vị thần chạy nhanh nhất trong số các thần đi đón Persephone về với mẹ. Về phần nàng Persephone, lúc này đã bị Hades cướp đi sự trong trắng nên vô cùng giận dỗi chỉ muốn bỏ đi ngay lập tức, nhưng cô không thể đi mà không được Hades mở miệng cho phép. Hades không muốn phật ý Zeus, nhưng vốn là kẻ lắm mưu nhiều kế, ông ta liền tặng Persephone mấy hạt lựu để ăn trên đường, sau đó chuẩn bị xe cho Hermes mang cô nàng về mặt đất. Trước khi để Persephone rời đi, Hades nói:
Đi đi, Persephone, về với người mẹ đang than khóc của nàng. Và hãy đối xử với ta bằng sự tử tế từ trong trái tim, vì ta không phải là kẻ thấp hèn mà là anh trai của cha nàng là Zeus. Khi ở đây với ta, nàng sẽ là nữ hoàng của những sinh linh kia và có được quyền lợi tối cao mà một vị thần được hưởng. Kẻ nào làm phật ý nàng hoặc không biết xoa dịu nàng với những nghi lễ cung kính và cống phẩm phù hợp sẽ bị ta trừng phạt đến muôn đời.
Gặp lại nhau, Persephone và Demeter mừng rỡ, khiến cho hoa lá tươi tốt trở lại như cũ, tuy nhiên Demeter biết rằng Hades không đơn giản buông tha cho con bà như vậy liền gặng hỏi:
Con đã ăn bất kỳ thứ gì ở dưới đó chưa? Hãy nói thật cho ta biết.
Persephone thưa thật rằng đã ăn hạt lựu, điều này vĩnh viễn kết nối cô với địa phủ, như một lời nguyền không thể phá vỡ. Demeter lại trở nên quẫn trí về điều này. Trong khi đó, Zeus không muốn gây sự với Hades, thông qua trận chiến đấu với người cha Cronus năm xưa, hơn ai hết Zeus biết Hades quyền lực như thế nào. Vị thần sấm sét liền xuất hiện để hòa giải, ông quy định mỗi năm Persephone sẽ có 6 tháng ở trên mặt đất cùng mẹ và 6 tháng quay lại địa phủ với chồng. Mỗi lần cô rời đi, Demeter lại buồn rầu khiến cây cỏ rụng lá, tuyết rơi dày đặc, tạo thành mùa thu và mùa đông. Khi Persephone quay trở lại, cây cối đâm chồi kết quả, khí hậu liền ấm áp cho muôn loài sinh trưởng, đó là mùa xuân, mùa hạ.